# Нічниця триколірна
{{#ifeq:0|0|{{#if:|{{#if:Myotisemarginatus|[[]}}|}}}}
Нічни́ця триколі́рна, лилик триколірний (Myotis emarginatus E. Geoffroy, 1806)  — кажан, один з видів роду Нічниця (Myotis), відомий у складі фауни України.

## Опис українських популяцій виду за виданням«Червона книга України»(1994р.)
Таксономічна характеристика. Один з 66 видів роду; один з 9 видів у фауні України, представлений номінативним підвидом.
Поширення. Закарпатська і Тернопільська області та Крим. Ареал охоплює також більшу частину Центр, і Пд. Європи, Зх., Пд.-Зх. і Серед. Азію, Пн. Африку.
Місця перебування. Теплі печери та підземелля, щілини і тріщини в скелях, горища будівель, розташованих у розріджених лісах, парках, на виноградниках.
Чисельність. Трапляється дуже рідко. У зх. областях з 1970 по 1992 р. знайдено, переважно в зимовий період, 13 особин.
Причини зміни чисельності. Зменшення кількості схованок, забруднення природного середовища пестицидами тощо.
Особливості біології. У зх. областях — осіла. У Криму на зимівлі не виявлена. Один з найтеплолюбніших кажанів фауни України. Живе здебільшого поодинці, самиці утворюють виводкові зграї. Може селитися поряд з ін. видами кажанів, зокрема з підковоносом великим і нічницею великою, їжу добуває з настанням густих сутінок. Літає на узліссях, виноградниках, у парках, серед кущів і дерев; уникає суцільних лісових масивів. Політ низький (на висоті 1 — 3 м), відносно повільний з частими поворотами. Живиться дрібними комахами (двокрилі, саранові та ін.). Самка раз на рік (кін. червня — поч. липня) народжує одне маля. Вороги — сови, куниці.
Розмноження у неволі. Даних немає.
Заходи охорони. Занесено до Червоної книги Української РСР (1980). Необхідно взяти під охорону місця можливого перебування виду.